# Ato noturno
Ato noturno és una pel·lícula brasilera de thriller eròtic del 2025 dirigida per Márcio Reolon i Filipe Matzembacher. La pel·lícula segueix un actor i un polític, que inicien una aventura secreta i junts descobreixen el seu fetitxe per tenir relacions sexuals en llocs públics.
La pel·lícula va tenir la seva estrena mundial a la secció Panorama del 75è Festival Internacional de Cinema de Berlín el 14 de febrer de 2025, i també va ser nominada al Premi Teddy.

## Repartiment
- Gabriel Faryas com a Matias
- Cirillo Luna com a Rafael
- Henrique Barreira com Fabio
- Ivo Müller com a Camilo
- Kaya Rodrigues com a Pâmela Almeida
- Larissa Sanguiné com a Larissa
- Gabriela Greco com Sofia Alcântara
- Antonio Czamanski com el Dr. Otávio

## Llançament
Ato noturno va tenir la seva estrena mundial a la secció Panorama del 75è Festival Internacional de Cinema de Berlín el 14 de febrer de 2025.
El desembre de 2024, M-Appeal, amb seu a Berlín, va adquirir els drets de màrqueting de la pel·lícula.
La pel·lícula es va estrenar al Regne Unit com a Gala de Cloenda del 39è BFI Flare: Festival de Cinema LGBTQIA+ de Londres el 29 de març de 2025..

## Reconeixements
| Premi                                              | Data                 | Categoria                                        | Receptor                            | Resultat  | Ref.   |
| -------------------------------------------------- | -------------------- | ------------------------------------------------ | ----------------------------------- | --------- | ------ |
| Festival Internacional de Cinema de Berlín         | 23 de febrer de 2025 | Premi del Públic Panorama a la Millor Pel·lícula | Marcio Reolon i Filipe Matzembacher | Nominat   | [ 2 ]  |
| Festival Internacional de Cinema de Berlín         | 23 de febrer de 2025 | Premi Teddy a la millor pel·lícula               | Marcio Reolon i Filipe Matzembacher | Nominat   | [ 9 ]  |
| Fire!! Mostra Internacional de Cinema Gai i Lesbià | 19 de juny de 2025   | Millor pel·lícula                                | Ato noturno                         | Guanyador | [ 10 ] |